# Ocydromus derelictus
Ocydromus derelictus (Alluaud, 1926) é um coleóptero pertencente à família Carabidae endémico nos Açores.